# Ozyptila ankarensis
Ozyptila ankarensis là một loài nhện trong họ Thomisidae.
Loài này thuộc chi Ozyptila. Ozyptila ankarensis được miêu tả năm 1966 bởi Karol.